# Aulich Lajos
Aulich Lajos, születési nevén Aulich Flórián Lajos (Pozsony, 1792. május 15. – Arad, 1849. október 6.) honvéd vezérőrnagy, az 1848–49-es forradalom és szabadságharc harmadik – és az egyetlen aradi vértanú – hadügyminisztere.

## Származása, családja, tanulmányai
Német anyanyelvű polgári családba született. Édesapja, Aulich Flórián a pozsonyi német polgárközösség megbecsült tagja volt, aki egy vendégfogadó jövedelméből tisztes polgári létet tudott biztosítani családjának, így megengedhette magának, hogy fiait magániskolába járassa; anyja Kiser Terézia volt.Aulich Lajos és öccse, Pál iskolájában katonai jellegű képzés is folyt, és vélhetően ez indította a két testvért arra, hogy katonai pályára lépjenek. Aulich Pál később hadbíró lett, a szabadságharc alatt törzshadbíróként az itáliai hadszíntéren szolgált és 1881-ben nyugalmazott hadbíró tábornokként érte a halál. Aulich Lajos tizenkilenc évesen, 1812-ben hadapródként kezdte katonai pályafutását a pozsonyi székhelyű 2. (Hiller) gyalogezredben.

## Pályája a császári és királyi hadseregben
1812-ben az Osztrák Császárság – a Francia Császárság kényszerű szövetségeseként – egy hadtestnyi erővel részt vett Napóleon oroszországi hadjáratában. Aulich Lajos a támogató hadtest egyik zászlóaljával a hadjárat alatt Galíciában állomásozott. Rátermettségének és katonai előképzettségének köszönhetően még ebben az évben zászlóssá léptették elő. 1813 augusztusában alakulatát a Csehországban – már Napóleon ellen – összpontosított császári főseregbe osztották be. Részt vett az 1813–1814-es hadjáratban és a döntő lipcsei csatában is. Harctéri helytállásáért hadnaggyá léptették elő. 1814. március 31-én a koalíció csapataival vonult be Párizsba.
Az új szövetségi politikának megfelelően ezrede 1814-től „örökösen” I. Sándor orosz cár nevét viselte; Aulich Lajos a békeidőkben is mindvégig ebben az alakulatban szolgált. A bécsi kongresszus kezdetére a császárvárosba rendelték őket az ugyancsak odaérkező ezredtulajdonos tiszteletére. Az ezred 1819-től Pozsonyban, illetve a város környékén állomásozott, 1826-ban Nápolyba, 1829-ben a dalmáciai Zárába rendelték, majd 1830-ban visszakerült Pozsonyba, és ott is maradt a szabadságharcig. A császári hadseregben szokatlan módon a békeévek többségében toborzó központjuk közelében állomásoztak, így Aulich Lajos katonai szolgálatának jelentős részét szülővárosához közel tölthette.

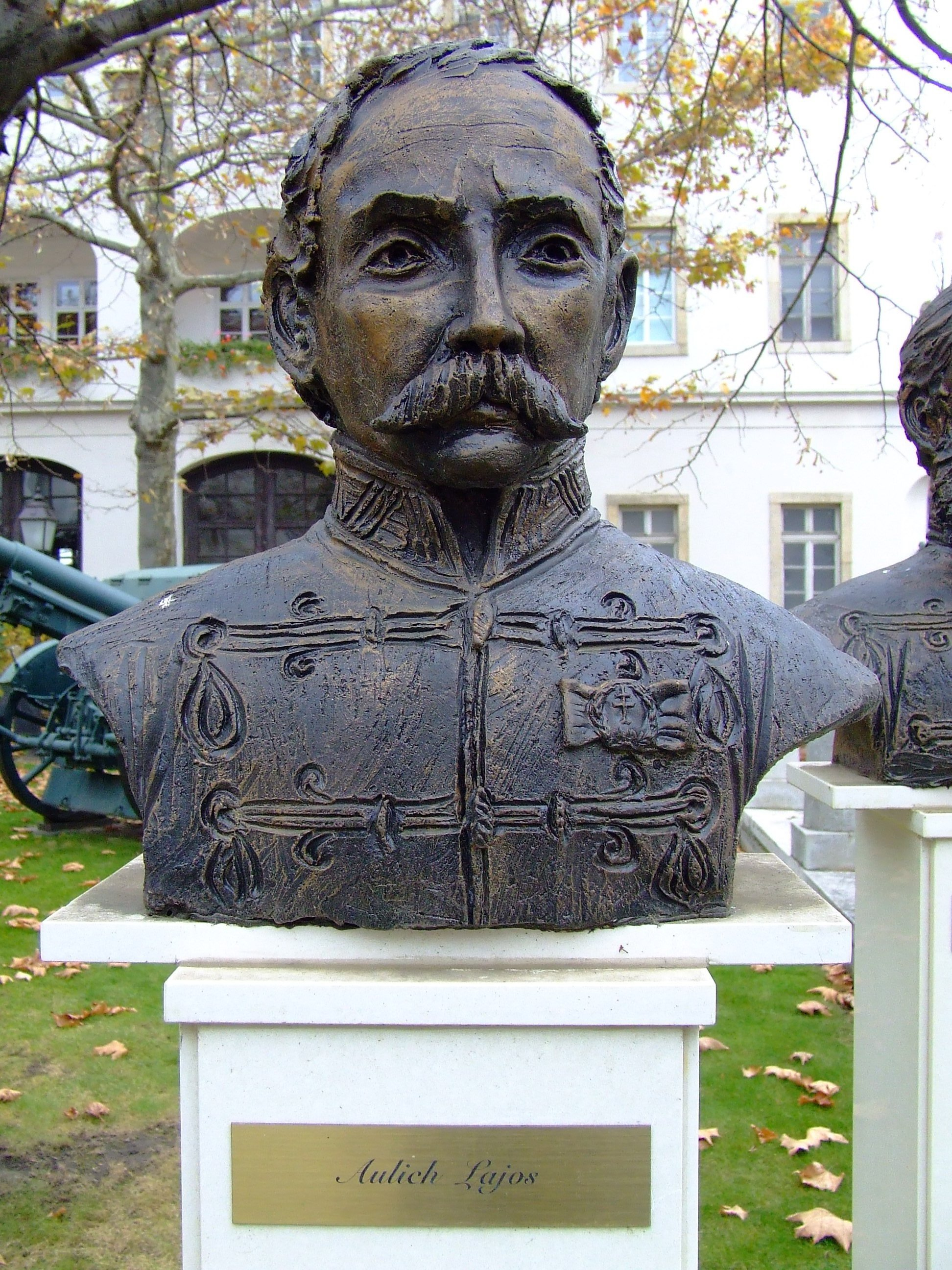
Aulich Lajos szobra a budapesti Hadtörténeti Intézet és Múzeum kertjében

Katonaéveiből a párizsi bevonulástól a szabadságharc kitöréséig harmincnégy év telt el anélkül, hogy valóságos harci cselekményben részt vett volna, de egyéniségéhez a fegyveres harcnál jobban is illett a katonai tudományok tanulmányozása. Ismerősei világéletében kemény, szófukar embernek jellemezték, aki a hadsereget tekintette családjának. Soha nem nősült meg.
Az ezred tisztikarában számos, később ismertté vált tiszttel szolgált együtt. Köztük volt:
- Nikolaus Philippovich von Philippsberg, aki később császári vezérőrnagyként az ozorai ütközetben esett fogságba,
- Anton Csorich és
- Anton Vogel, akik a szabadságharcban a császári hadsereg tábornokai voltak,
- Heinrich von Heß, Radetzky tábornagy itáliai hadseregének vezérkari főnöke,
- Móga János későbbi honvéd altábornagy, aki a pákozdi csatában a honvéd hadsereg parancsnoka volt,
- Bakonyi Sándor, 1848 októberétől honvéd vezérőrnagy,
- Jászvitz Ferenc,
- Ferdinánd Querlonde du Hamel,
- Inczédy Sámuel és
- Bánffy János, a szabadságharc hadseregének törzstisztjei,
- (1816 és 1826 között) Ludwig Hauk, a tizenhatodik aradi vértanú.

Aulich 1823-ban hadnagy lett, 1832-ben alszázadosként századparancsnoki beosztást kapott, és a továbbra is arra számíthatott, hogy csak a császári és királyi hadseregben békeidőben megszokottan lassan emelkedik a rendfokozata. Előmenetelét az gyorsította meg, hogy a rendfokozatban közvetlenül előtte álló Bakonyi Sándornak jó kapcsolatai voltak a felső hadvezetésben. Aulich 1835-ben főszázados, 1844-ben őrnagy lett. 1847–1848-ban ő volt az utolsó rendi országgyűlést biztosító zászlóalj parancsnoka, majd amikor Bakonyi Sándort 1848. április 19-én ezredessé és ezredparancsnokká nevezték ki, Aulich alezredes lett, és átvette az ezred Győrben állomásozó zászlóaljának parancsnokságát.
Nem tudni, hogyan vélekedett az 1848 márciusi változásokról. Csak későbbi tevékenysége alapján tételezhetjük fel, hogy egyre kritikusabban figyelhette Metternich abszolutizmusának csődjét, miközben egyre inkább kötődhetett ahhoz az országhoz, amelynek többségi nyelvét nem beszélte.

## Szerepe az 1848–49-es szabadságharcban

### A délvidéki kis háborúban
Zászlóalját a pozsonyi pogromot követően, március 25-én Pozsonyba rendelték, majd az alakulat Trencsén vármegyében antiszemita és nemzetiségi megmozdulások megfékezésében vett részt. 1848 nyarán az új magyar katonai vezetés a már felállított néhány honvédzászlóalj és néhány mozgó nemzetőri alakulat mellett elsősorban a magyar területen állomásozó, magyar kiegészítésű sorezredekre számíthatott, mint mozgósítható katonai erőre, így a délvidéki szerb felkelés kiszélesedésekor, 1848 júliusában a hadügyminisztérium a 2. gyalogezredet is hadműveleti területre irányította. Aulich zászlóaljából két századot az eszéki vár őrségének megerősítésére vezényeltek, az ezred többi része a verbászi magyar katonai táborba került.

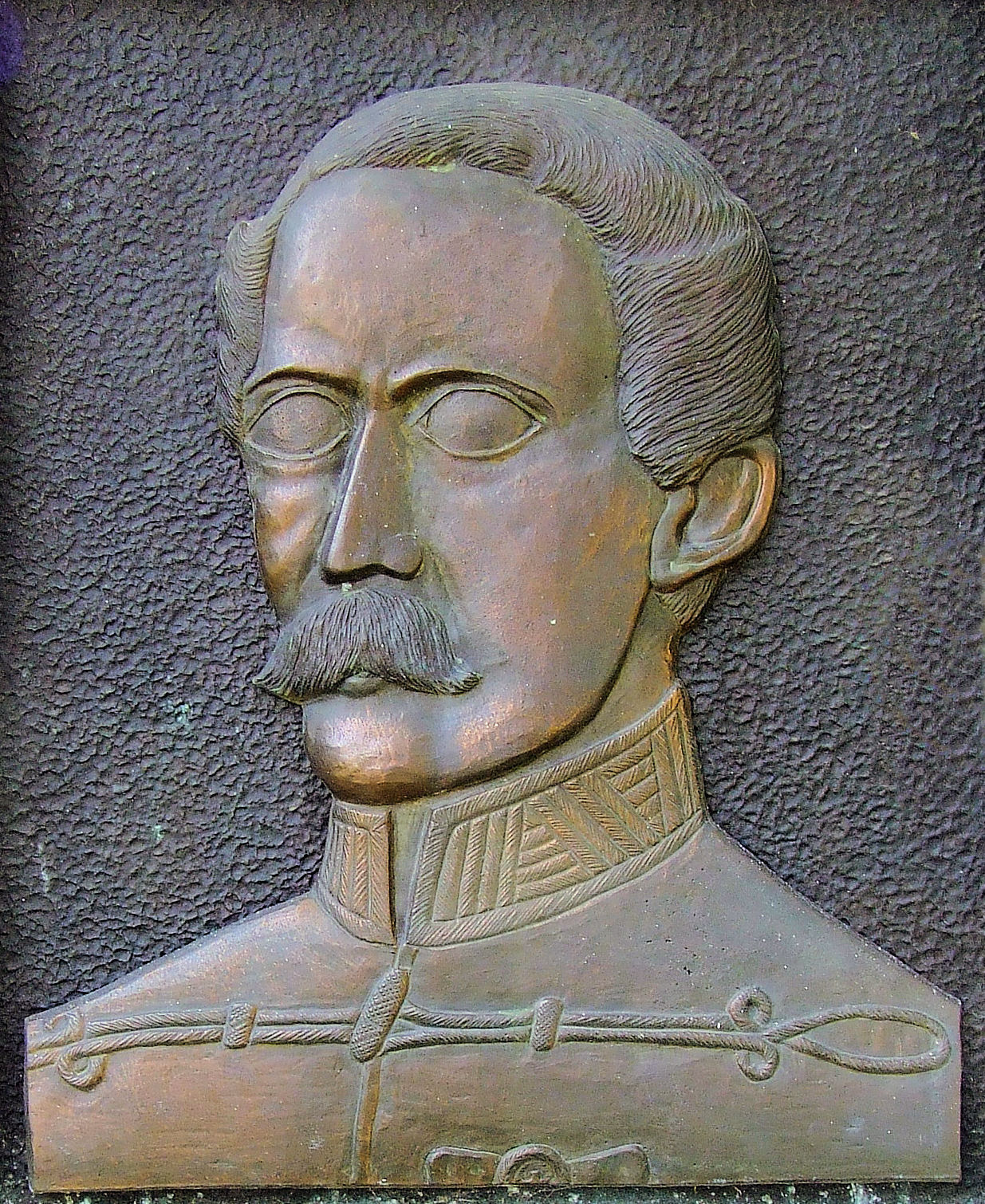
Portrédombormű Kiskőrösön

Aulich Lajos részt vett a bácskai őrvonal kialakításában, majd alakulatával augusztus 19-én, Szenttamás második ostromakor került először harcba. Az ostrom során a Bechtold Fülöp parancsnoksága alatt álló magyar csapatok három irányból támadtak. Aulich zászlóalja a Verbász felől támadó, Bakonyi Sándor alá rendelt dandárhoz volt beosztva. A dandár az ütközet során átmeneti sikert tudott elérni, a 2. gyalogezred egy zászlóalja fel tudott jutni a sáncokra, a sánc áttörése azonban – elsősorban az egyes hadoszlopok működésének összehangolatlansága miatt – nem járt sikerrel. A magyar csapatok Bakonyi, Aulich és Lenkey János hozzáértésének köszönhetően nagyobb veszteségek nélkül vissza tudtak vonulni. A kudarc országszerte nagy felháborodást eredményezett, azonban nem a tisztikart, hanem a főparancsnok Bechtold Fülöpöt tekintették felelősnek, így Aulich továbbra is élvezte a magyar felső hadvezetés bizalmát. Az ekkor már ötvenötödik életévét betöltött alezredes a Délvidéken összevont sorkatonaság egyik legtekintélyesebb törzstisztjének számított, Bakonyi dandárparancsnoki megbízatása miatt 1848 szeptemberétől már gyakorlatilag ő vezette a 2. gyalogezredet.
1848. szeptember 21-én alakulatával részt vett Szenttamás harmadik ostromában. A Mészáros Lázár hadügyminiszter személyes vezetése alatt, mintegy 9000 gyalogossal és 1500 lovassal végrehajtott támadást Klauzál József őrnagy, vezérkari főnök tervei szerint hajtották végre. A nehézkes és bonyolult terv egyszerre több irányból történő, meglepetésszerű támadást írt elő, az egyes hadoszlopok azonban eltévedtek, elkéstek, így a meglepetés elmaradt és az elszigetelten harcoló hadoszlopok végül kénytelenek voltak meghátrálni. Az ütközetben Bakonyi és Aulich is egy-egy önálló hadoszlopot vezettek és az előző ostromhoz hasonlóan ebben az összecsapásban is a Sándor-gyalogság tudott némi sikert elérni.
A délvidéki harcok során Aulich bizonyságot adott megbízhatóságáról és szaktudásáról, így Beöthy Ödön teljhatalmú kormánybiztos javaslatára az Országos Honvédelmi Bizottmány október 24-én, október 15-étől számítandó rendfokozattal ezredessé léptette elő és a röviddel ezután vezérőrnaggyá előléptetett Bakonyi Sándor utódaként kinevezte a 2. gyalogezred parancsnokává. A 2. gyalogezred 1848 októberében csatlakozott a honvéd hadsereghez. Szenttamás harmadik ostroma után a délvidéken átmenetileg elcsendesedtek a harcok, míg más hadszíntereken válságosra fordult a helyzet, ezért 1848 novemberében a 2. gyalogezredet is elvezényelték innen. Az ezred 1. zászlóalja Franz Buchta őrnagy vezetésével a felső-erdélyi hadtesthez, a 2. és 3. zászlóalj Aulich Lajos vezetése alatt a feldunai hadsereghez csatlakozott. Az Aulich vezette zászlóaljak, mintegy 1200 újonccal kiegészítve, november 24-én Győr környékére települtek.

### A feldunai haderőben
December közepéig a Duna felső folyásánál szüneteltek a hadműveletek, így jutott némi idő a jelentős számú újonc alapkiképzésére. A kiképzést azonban kellemetlen, Aulich Lajos személyét is érintő közjáték zavarta meg. A fővárosban elterjedt a híre annak, hogy a 2. gyalogezred néhány tisztje, élükön Aulich ezredessel végletekig császári érzelmű és „temérdek káromlásokat tesznek a magyarok ellen”. A sajtónyilvánosságot is kapott eset miatt Kossuth Lajos a feldunai hadsereg kormánybiztosa, Csány László intézkedését kérte az ügyben és felszólította a 2. gyalogezred tisztikarát, írásban nyilatkozzanak arról, vállalják-e a császári hadsereg elleni fegyveres harcot.

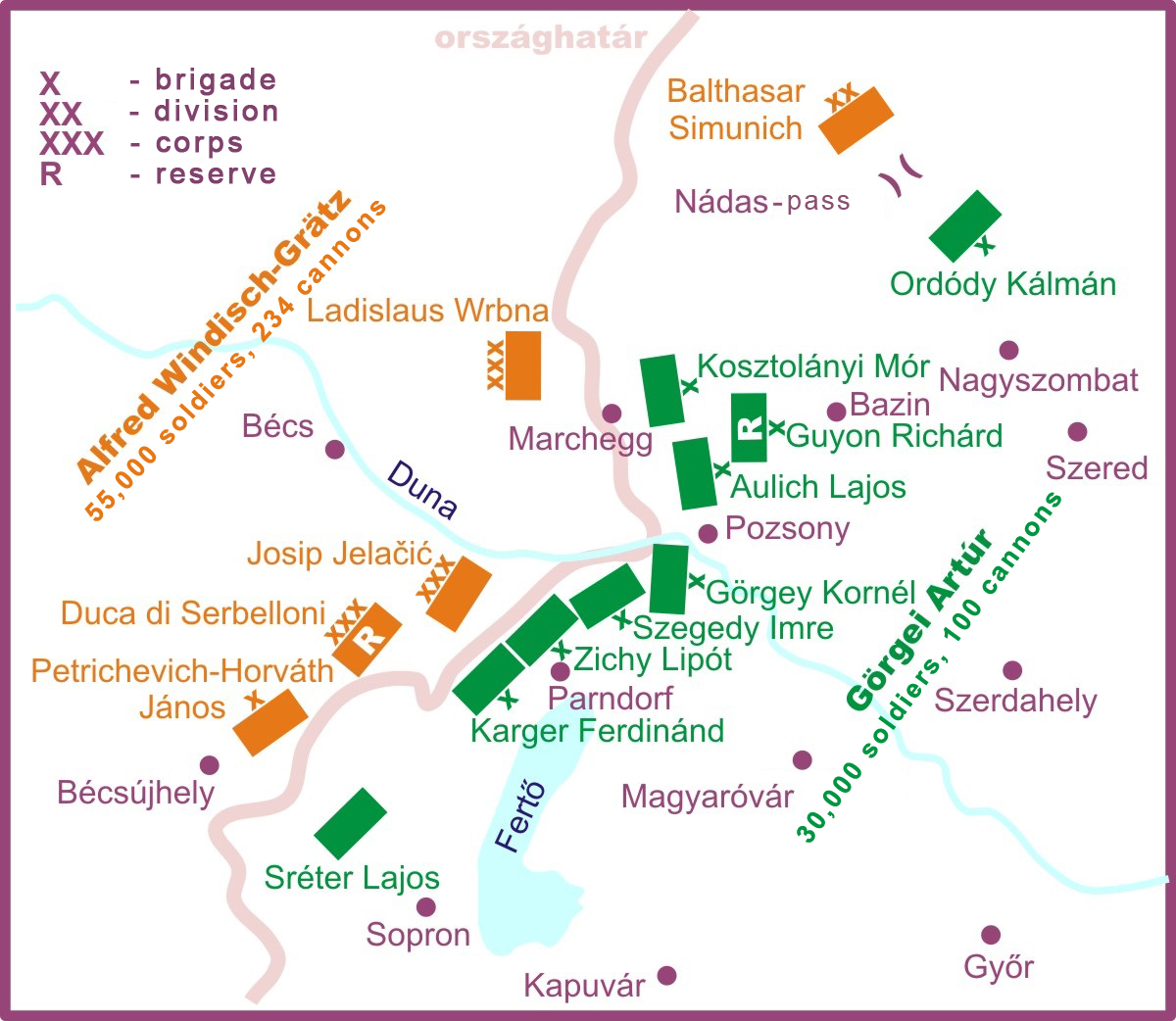
A feldunai hadsereg dandárainak elhelyezkedése a téli hadjárat kezdetén, 1848. december közepén

Aulich elsőként írta alá a dokumentumot, és tiszttársait is erre biztatta, amivel az ügy rendeződött, azonban a rosszindulatú híresztelések még napokig foglalkoztatták a közvéleményt és a 2. gyalogezred tisztikarával napi kapcsolatban álló Lukács Sándor győri kormánybiztos még december elején írt jelentéseiben is szükségesnek látta biztosítani az Országos Honvédelmi Bizottmány elnökét Aulich hűségéről.
Görgei Artúr hamar bizalmába fogadta a parancsokat mindig lelkiismeretesen végrehajtó ezredest és a Windisch-Grätz csapataival szemben a határon felálló magyar hadsereg egyik dandárának parancsnokává nevezte ki. Az iratok tanúsága szerint Görgei távollétében ő helyettesítette a fővezért. Aulich dandárának feladata a Kosztolányi-dandárral együttműködve Pozsony védelme volt. Már a hadműveletek megindulása előtt azonban nyilvánvaló volt, hogy az adott erőviszonyok mellett Pozsony nem védhető. A támadás megindulásakor Ordódy Kálmán dandárának visszavonulása, majd Guyon Richárd vesztes nagyszombati ütközete után a magyar csapatok jobbszárnya védtelenné vált, és Aulich december 17-én parancsot kapott a város kiürítésére. A Duna bal partján álló magyar csapatok maradékával a Csallóközön keresztül Komáromba, majd a fővárosba vonult.
A fővárosban Aulich, a parancsnoksága alá tartozó alakulatokkal együtt ismét csatlakozott Görgei által vezetett feldunai haderőhöz, amely 1849 januárjában és februárjában Felső-Magyarországon működött feldunai hadtest, illetve később, a honvéd hadsereg átszervezése után VII. hadtest néven. A január 2-án a fővárosban tartott haditanács határozata szerint a feldunai hadtest feladata az volt, hogy Vácon keresztül vonuljon északnyugat felé, kísérelje meg felmenteni Lipótvárat, és ezzel vonjon el minél nagyobb császári erőket a főhadszíntérről, hogy megakadályozza Windisch-Grätz Debrecen elleni támadását. A hadtest végül Lipótvárat nem tudta felmenteni, de a stratégiai célt, a császári erők megosztását sikerült elérni, és az ezt követő visszavonulás a bányavárosokon át a Branyiszkói-hágón keresztül a Felső-Tiszáig, a szabadságharc egyik legsikeresebben végrehajtott hadművelete lett. A hadtörténetírás a sikert – joggal – Görgei Artúr nevéhez köti, ebben azonban része volt Görgei alparancsnokainak, így Aulich Lajosnak is.
Görgei Vácon átszervezte a hadtestet, Aulich Lajos – Guyon Richárd, Kmety György és Piller János mellett – a létrehozott négy hadosztály egyikének parancsnoka lett. Alakulatába három gyalogzászlóalj, négy huszárszázad és tizenhat ágyú tartozott. A hadtest a Rétság–Ipolyság–Léva útvonalon próbálta megközelíteni Lipótvárat, a várat ostromló Simunich vezérőrnagy azonban értesült a magyar csapatok közeledéséről, és az általa kiküldött különítmény január 11-én Verebélynél, Aulich hadosztályába ütközött. Az ütközetben a császáriakat sikerült visszaszorítani, nyilvánvalóvá vált azonban, hogy a délről Anton Csorich, északnyugatról Simunich, északról Christian Götz csapatai által körülvett hadtest a megsemmisülés veszélye nélkül eredeti célját nem érheti el, ezért Bayer József vezérkari főnök javaslatára Görgei úgy döntött, hogy a bányavárosok felé vonul.

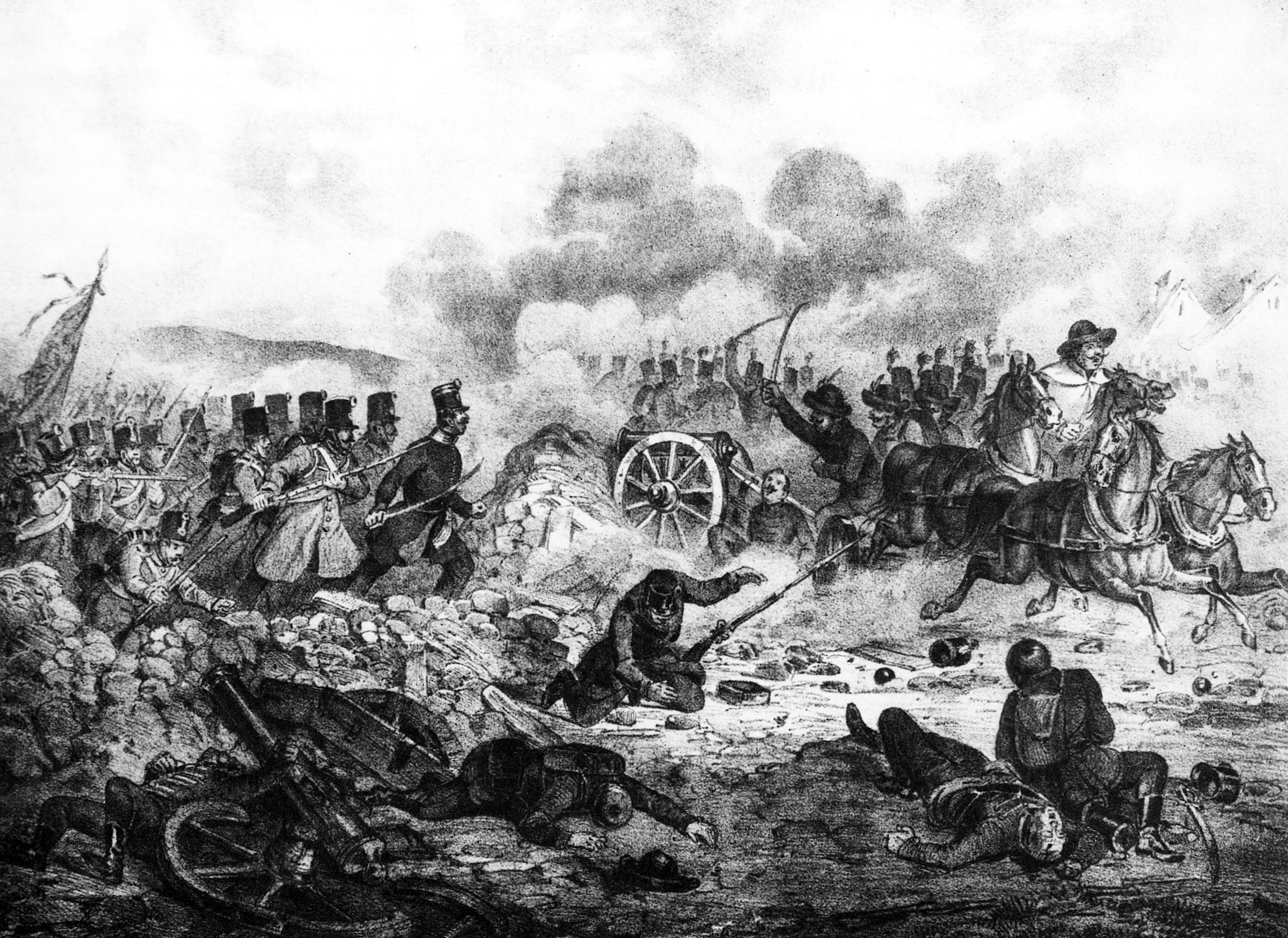
Az 1849. január 16-án Aulich Lajos ezredes és Christian Götz vezérőrnagy csapatai között Turcsek mellett lezajlott ütközet. Az Armee-Bulletin (Császári hadijelentések) XVII. lapja

A menetparancs szerint Aulich hadosztályának Körmöcbányára, Piller Jánosénak Zólyomba, Kmety Györgyének Selmecbányára kellett vonulnia, Guyon hadosztályának pedig Szélaknán kellett védelemre berendezkednie. Aulich hadosztálya Körmöcbányától északra, Turcseknél beleütközött Götz vezérőrnagy csapataiba, aki éppen elfoglalni készült Körmöcbányát. A január 17-én lezajlott turcseki ütközetben a magyar csapatok 200, az osztrákok 40 főt veszítettek. Az összecsapás után mindkét fél magáénak tulajdonította a győzelmet és Aulich Körmöcbányára, Götz Mosócra vonult vissza. A hadtest a január 21-ei szélaknai és a január 22-ei hodrusbányai ütközetben a turcsekinél lényegesen nagyobb veszteségeket szenvedett, ezért Görgei úgy döntött, hogy hadtestét Besztercebányán összpontosítja, majd a Szepesség felé elhagyja a bányavárosokat. Aulich csapatai Körmöcbányán néhány napos pihenőhöz jutottak, azonban a többi hadosztály veresége és visszavonulása miatt teljes bekerítésbe kerültek. Körmöcbánya és Besztercebánya között a rendes forgalom a közöttük lévő hegylánc megkerülésével délen a Garam, északon a Turóc völgyén keresztül bonyolódott, ezeket az utakat azonban Csorich és Götz csapatai zárták el. A két város közötti Szkalka-hegy alatt egy bányaalagút húzódott, amely az 1830-as években beomlott és azóta sem használták. A hagyomány szerint egykor a kuruc fejedelem ezen az alagúton keresztül menekült ki a császári bekerítésből ezért a környékbeliek Rákóczi-alagútnak nevezték. Görgei és Aulich robbantásokkal, aládúcolásokkal járhatóvá tetették a járatot és a január 23-ról január 24-ére virradó éjszaka ezen keresztül vezették át Aulich hadosztályát Besztercebányára.

### A II. hadtest parancsnoka
A kápolnai csata előtt kapta meg tábornoki kinevezését és a második hadtest parancsnoki posztját. Kossuth politikáját, különösen a trónfosztást, mikor az a függetlenségi nyilatkozat közreadása előtt tanácsát kérte, tiszttársaival ellentétben lelkesen támogatta. Részt vett az isaszegi csatában és Buda visszavételében is. Az Isaszegi csatában Klapka és Damjanich hadtesteivel kiveri Jellasicsot Isaszegről

### Szolgálaton kívül
Reumatikus fájdalmainak gyógyításának idejére felmentését kérte beosztásából, melyet meg is kapott, így Buda bevételének másnapján, május 22-én átadta hadteste parancsnokságát Asbóth Lajos ezredesnek és gyógyfürdői kezelésre a fővárosban maradt. A Klapka György által készített haditerv pedig jelentős szerepet, a fősereg jobbszárnyát képező, Vág mentén működő haderő parancsnokságát szánta neki, a támadást azonban végül más haditerv alapján hajtották végre és Aulich a szabadságharc hátralévő részében már nem kapott csapatvezénylői megbízatást. Gyógykezelése alatt részt vett a fővárosban tartott haditanácsokon. Vukovics Sebő emlékirataiban ebből az időből olvasható Aulich fennmaradt kisszámú politikai és személyes kortárs jellemzéseinek egyike:
„Aulich megismertetéséül feljegyzem itt, hogy Pesten létem alatt módom volt vele magánbeszélgetésekben lelkületét és gondolkodásmódját kiismernem. Ő mint beteg akkor a budai Császár-fürdőt használta, hova magam is jártam [...] Lehetetlen volt meg nem szeretnem e hadfit, ki láng érzettel beszélt a szabadságról, s bosszankodással sújtá a népek ostobaságát, mellyel lehetővé teszik a zsarnokoknak a szabadság nyomását önmaguk a népek által űzni. Aulich jeles katonai tulajdoni mellett erényes polgár volt. Reá és Nagysándorra illett leginkább a polgártábornok nevezete, mit az utóbbi szeretett használni is. [...] Aulichnak a hadseregben nem volt irigye, nem volt ellensége, őt mindenki egyaránt tisztelte, alatta szívesen szolgált ki-ki. Harmincnyolc évet töltött folytonos katonai szolgálatban, s Damjanich azt szokta róla mondani, hogy öneki van tábornokaink között a legtöbb katonai gyakorlata és tudománya.”

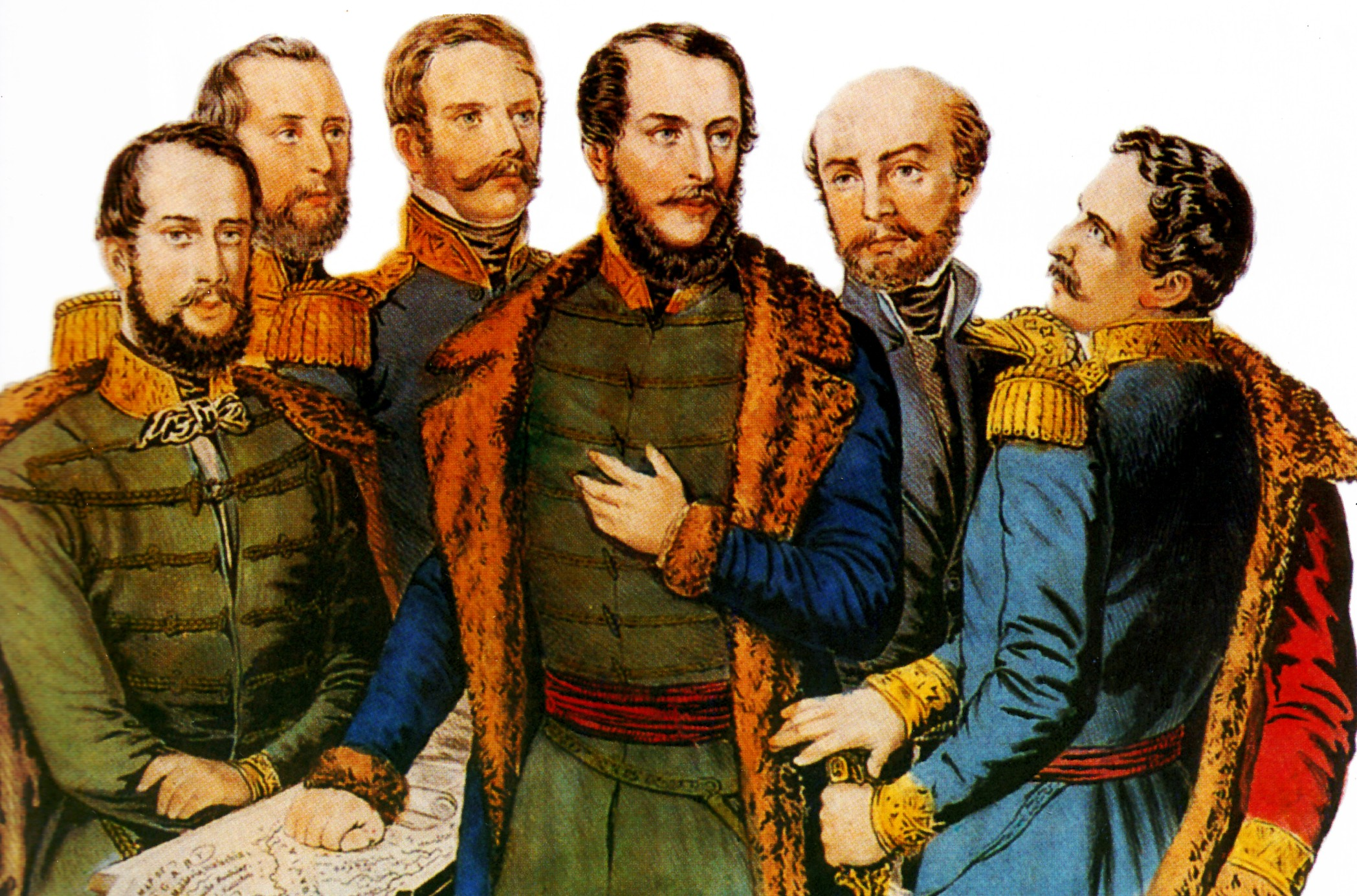
Kossuth Lajos tábornokai körében. Balról: Klapka György, Perczel Mór, Henryk Dembiński, Kossuth Lajos, Bem József és Aulich Lajos. Színezett litográfia

A június végére jobb egészségi állapotba kerülő Aulich már kormánymegbízatást is tudott vállalni. Csány László miniszter és Kiss Ernő altábornagy, főhadparancsnok mellett tagja volt annak a háromtagú bizottságnak, melynek az volt a feladata, hogy fogadtassa el Görgeivel a szegedi összpontosítás tervét. A küldetés közvetlen előzménye az volt, hogy a június 29-én tartott minisztertanács a vesztes győri ütközet, illetve az orosz csapatok előnyomulásáról szóló hírek vétele után feladta a honvéd hadsereg Komárom körüli összpontosításának tervét és elhatározta, hogy a fő erőket Szeged környékén vonja össze. A határozat meghozatalában csak szolgálaton kívüli, illetve békebeosztásban lévő tábornokok vettek részt, a döntést az egy személyben fővezér és hadügyminiszter Görgei Artúr nélkül hozták meg, így Kossuth joggal tartott Görgei esetleges ellenkezésétől. Ezért került a küldöttségbe Csányi László miniszter, akit Görgei apjaként tisztelt, és Aulich Lajos, akinek katonai szaktudását Görgei igen nagyra értékelte. A küldöttség harmadik tagja, Kiss Ernő nyílt rendeletet kapott, amely felhatalmazta a fővezérség átvételére és a sereg Szegedre vezetésére, abban az esetben, ha Görgei megtagadná a határozat teljesítését. A június 29-én éjfél körül gőzhajóval Görgei komáromi főhadiszállására induló küldöttség Csány és Aulich személyének köszönhetően sikerrel járt. „Csány és Aulich [...] – hála sokszorosan bizonyított nemes gondolkozásmódjuknak és tetteiknek – oly nagy mértékben élvezték bizalmamat, [...] Mindezeknél fogva a kormány küldötteinek őszintén megígértem, hogy a minisztertanács határozatát a lehető leggyorsabban követni fogom.” A fővezér és hadügyminiszter azonban nem állta meg, hogy a szinte csak hátrányokkal járó haditerv pártolásáért Aulichra megjegyzést ne tegyen. A főhadiszálláson lévő Ludvigh János kormánybiztos visszaemlékezései szerint „Görgei ellenvetéseitől Csány engesztelő szavára elállott ugyan, de nem anélkül, hogy Aulichnak pár csípős megjegyzést ne tett volna, csudálkozását kifejezvén, hogy ő, Aulich, mint tapasztalt katona ily szökési tervbe bele tudott egyezni.” A küldöttség Görgei szóbeli ígéretével visszatért a fővárosba. Kossuth azonban a szóbeli ígéret után kapta meg Görgeinek egy, a küldöttséggel való tárgyalás előtt megírt levelét, melyben a tábornok arról írt, hogy seregével továbbra is Komárom környékén szándékozik maradni. Kossuth Lajos ezt a levelet tévesen a szóbeli ígéret felmondásának tekintette. A tévedés a szabadságharc további menetét befolyásoló, hibás döntéseket eredményezett. Kossuth leváltotta Görgeit a fővezéri posztról és helyére Mészáros Lázár volt hadügyminisztert nevezte ki. Görgei „Legyen hadügyminiszter, de fővezér egy pillanatig sem lehet tovább.”, írta a kormányzó elnök Klapka Györgynek július 1-jén. Kossuth tehát a kormányban akarta tartani Görgeit, a hadügyminiszterségről azonban a tábornok maga mondott le július 4-én, és lemondását a július 5-ei minisztertanács el is fogadta. A kormányban Görgei utódaként olyan hadügyminiszterre volt szükség, aki hozzáértése mellett megfelelő tekintéllyel is rendelkezik ahhoz, hogy a kormány hadügyi döntéseit a tábornoki karral elfogadtassa. Így esett a választás – Mészáros Lázár javaslata nyomán – Aulich Lajosra, aki a felkérést el is fogadta és 1849. július 14-étől a magyar kormány hadügyminisztere lett.

### A Szemere-kormány hadügyminisztere
Aulich Lajos a hadügyminiszteri poszt ellátására alkalmasnak bizonyult, azonban képességei kibontakoztatására nem sok ideje maradt. Működésének megkezdésekor a kormány székhelye már Szeged volt. Itt egyszerre kellett a hadügyminisztérium munkájának újraindításával és a város környékén összpontosított alakulatok ellátásával és elhelyezésével foglalkoznia. A válságos katonai helyzetben igyekezett menteni a menthetőt, hadrendi számmal látta el a Szegeden nagy számban megjelenő töredék alakulatokat, a táborkari iroda szerepének erősítésével próbálta összehangolni a hadszíntéri parancsnokok gyakran egymásétól szögesen eltérő terveit, és elődeihez hasonlóan ő is kísérletet tett a honvéd hadsereg hadrendi egységesítésére.
Jó szervezőnek bizonyult, figyelme a hadviseléssel kapcsolatos minden részletre kiterjedt. Rendeletei humanizmusáról és a forradalmi eszmék iránti mélységes elkötelezettségéről tanúskodnak. „... A jelen szabadságharczainkban éltöket oly hősies elszántsággal feláldozó honvédek sebesülésük esetében a hálás hontól a legnagyobb figyelmet és ápolást méltán igényelhetik...”, fejezi ki egyik utasításában. Július 22-én hadparancsban írta elő „...a magyar hadsereg összes parancsnokainak s mindenféle katonai elöljáróknak, miszerint parancsaik alatt álló idegen ajkú vitézeinket, tótokat, ráczokat, oláhokat stb. emberséges bánásmód által inkább ügyünknek megnyerni, s nemzetiségünkhöz édesgetni iparkodjanak, sem mint nemzetiségöket szidalmazzák...”, hiszen „...Rácz s oláh atyánkfiai, kik velünk harczolnak, gyermekei, szülöttei ugyanazon hazának, melynek mi; s tehetnek-e róla, hogy testvéreik ellenünk fegyvert fogtak a szabadság megdöntésére? Ők vérökkel mossák le magukról testvéreik gyalázatát.”

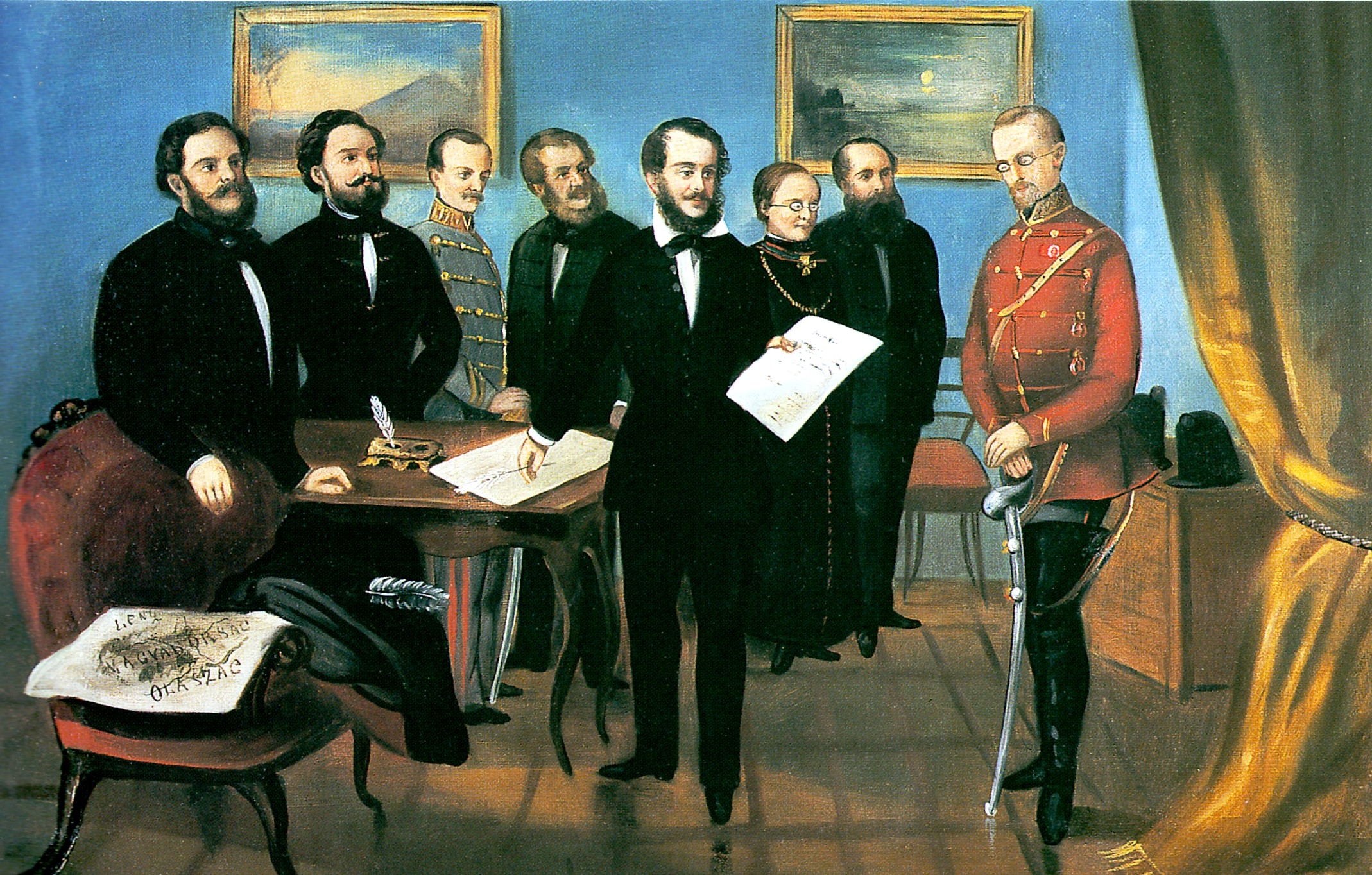
A minisztertanács utolsó ülése Aradon, 1849. augusztus 10-én. Balról: Szemere Bertalan, Batthyány Kázmér, Aulich Lajos, Csány László, Kossuth Lajos, Horváth Mihály, Vukovics Sebő és Görgei Artúr. A képen nem szereplő Duschek Ferenc pénzügyminiszter ekkor nem tartózkodott Aradon. Korabeli ábrázolás

Aulich miniszteri teendőinek ellátása mellett feladatának tekintette, hogy a magyar felső hadvezetésben tapasztalható ellentéteket, elsősorban a Kossuth Lajos és Görgei Artúr között fennálló ellentétet kiegyenlítse. Számos tábornoktársával ellentétben változatlanul hitt Görgei szándékainak tisztaságában és hadvezéri képességeiben, így meggyőződése volt, hogy egy Kossuth–Görgei találkozó tisztázhatja a félreértéseket. Július 24-én ő is aláírta Kossuth Görgeinek küldött, személyes találkozóról szóló utasítását, majd el is kísérte a kormányzót a nem veszélytelen útra. A találkozó helyét Karcag környékén jelölték ki, Görgeinek azonban az orosz csapatok váratlan tiszai átkelése miatt vissza kellett térni hadseregéhez és a találkozó nem jöhetett létre.
A kormány és a képviselőház 1849. augusztus 1-jén Aradra tette át székhelyét. A szintén áttelepült hadügyminisztérium osztályainak egy része azonban nem Aradon, hanem Lugoson működött. Komolyabb tevékenységet már csak a táborkari és a kinevezési ügyeket intéző osztály fejtett ki. Aulich az aradi végnapokban, számos tiszttársához hasonlóan, hitelt adott azoknak a reményeknek, amelyeket az orosz tárgyalópartnerek nem hivatalos célzásai ébresztettek a tisztikarban, így jóhiszeműen javasolta Vukovics Sebővel és Csány Lászlóval együtt ő is Kossuthnak, hogy a teljes főhatalmat adja át Görgeinek. Részt vett a kormány utolsó, 1849. augusztus 10-ei ülésén, majd augusztus 11-én lemondott a hadügyminiszterségről. Ezután csatlakozott Görgei hadseregéhez és azzal együtt a szőlősi síkon tette le a fegyvert. Mikor nyilvánvalóvá vált, hogy a volt honvédtisztek nem léphetnek orosz szolgálatba és kiadják őket az osztrákoknak, már neki sem voltak további sorsát illetően illúziói. Degré Alajos visszaemlékezései szerint, „Függni fogunk, uraim, mindnyájan függni fogunk. Én ismerem Ausztriát”, mondta a szabadságharc utolsó hadügyminisztere.

## Elítélése és kivégzése

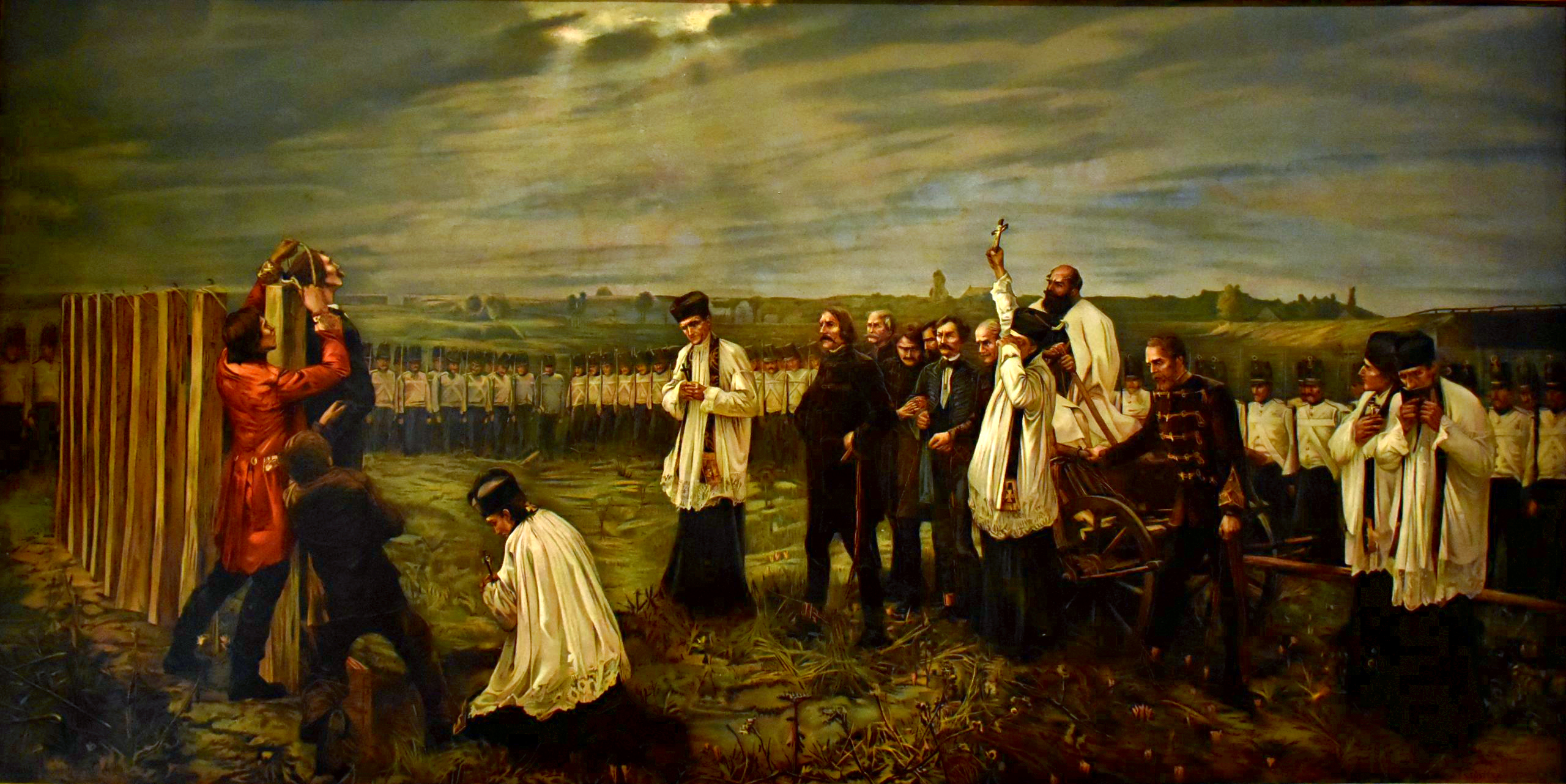
Thorma János: Az aradi vértanúk kivégzése

Világosnál letartóztatták. A tárgyaláson – társaihoz hasonlóan – nem kért kegyelmet. Amikor az aradi várbörtönben a kirendelt minorita lelkész október 5-én délután két órakor kivégzése előtt utoljára meglátogatta, gyertyaláng mellett ült, és Horatius költeményeit olvasgatta. A lelkészt szivarral kínálta volna, de látva, hogy már csak egy szál szivarja van, a következőket mondta: „Sajnálom, ezzel meg nem kínálhatom, kell a reggeli útra.” Október hatodikán, hajnalban végezték ki tizenegyedikként (hetedikként a kötéllel kivégzettek sorában), Leiningen-Westerburg Károly után.

## Emlékezete
Földi maradványait 1932-ben, a májusi árvíz után találták meg a vesztőhelyen végzett ásatások során. Homlokcsontját valaki emlékbe elvitte, de felhívásra az egyik aradi kávéházban egy pincérnek átadta, hogy vigye az egyik asztalnál ülő Kara Györgynek, az ásatás vezetőjének. 1974 óta a vértanúk emlékoszlopa alatti kriptában nyugszik.
Vaján, Budapest XV. kerületében, Debrecenben és a budapesti Honvédelmi Minisztérium közelében utcát neveztek el róla.